# Quatern
El quatern era una moneda catalana de billó creada per Pere II per decisió del IX de les calendes d'abril de 1212. També se l'anomenava moneda de Cort. El seu valor era de quatre marcs d'argent i vuit de coure.